# Eusebio Jáuregui Nolasco
Eusebio Jáuregui Nolasco (1895, Cuautla, Morelos - 14 de abril de 1919, Ibidem) fue un militar mexicano que participó en la Revolución mexicana.

## Maderismo
Nació en Cuautlixco, Morelos, en marzo de 1895; fue hijo de Bartolo Jáuregui y de Plácida Nolasco, en una familia dedicada a la agricultura. Fue enviado a Cuautla, donde cursó hasta el tercer grado de primaria y más tarde ayudó a su padre en las labores agrícolas. El 24 de abril de 1911 se incorporó, junto con su hermano Jesús, al movimiento maderista en el pueblo de Huautla (Morelos), bajó las órdenes directas del general Emiliano Zapata. Participó en la Toma de Jonacatepec y en el sitio y toma de Cuautla, en mayo de ese año.

## Zapatismo
Al romper Emiliano Zapata con Francisco I. Madero se mantuvo leal al movimiento suriano. Llegó a obtener el grado de general brigadier en el Ejército Libertador del Sur. En febrero de 1919 se amnistió ante el general Pablo González Garza, jefe de las operaciones carrancistas en el sur, con cuartel en la Ciudad de Cuautla. Quizás presionado por Pablo González Garza y Jesús Guajardo, o tal vez porque conservaba ligas con los surianos, envió una recomendación de Guajardo a Emiliano Zapata. El 8 de abril de 1919 fue hecho prisionero y el día 10, al llegar el general Jesús Guajardo a Cuautla, fue sacado de prisión para identificar el cadáver de Emiliano Zapata. El 14 de abril de 1919 fue fusilado por orden del general Pablo González Garza.